# Bako Sahakyan
Bako Sahakyan (armênio: Սահակյան Սահակյան; nascido em 30 de agosto de 1960) foi o terceiro presidente de facto de Artsaque. Ele foi eleito pela primeira vez como presidente em 19 de julho de 2007. Em 19 de julho de 2012 ele foi reeleito para um segundo mandato de cinco anos, recebendo aproximadamente dois terços dos votos. Sahakyan substituiu Arkadi Ghukasyan, que ocupou o cargo presidencial por dois mandatos de cinco anos.

## Carreira militar
Sahakyan nasceu em Stepanakert, NKAO, RSS do Azerbaijão, em 1960. Depois de servir no exército soviético, trabalhou por nove anos em uma fábrica de Stepanakert. Em 1990, ele se juntou ao Exército de Defesa do Nagorno-Karabakh, do qual ele se tornou vice-comandante. Em 1999, ele foi nomeado ministro do Interior do Nagorno-Karabakh. Ele também liderou o serviço de segurança de Nagorno-Karabakh de 2001 a junho de 2007, quando renunciou para concorrer às eleições presidenciais de 2007 em Nagorno-Karabakh.

## Política
Bako Sahakyan concorreu como independente e venceu as eleições com 85% dos votos. Os eleitores se voltaram principalmente para o Sahakyan por causa de seu histórico nos serviços de segurança. Ele se comprometeu a buscar a independência total de Artsaque, usando o exemplo de que o reconhecimento internacional do Kosovo como Estado independente abriria caminho para a aceitação da soberania de Artsaque. Ele foi reeleito para um segundo mandato de cinco anos em 2012 e, em seguida, indiretamente em 2017 para um mandato de três anos.

## Vida pessoal
Bako Sahakyan é casado e tem dois filhos.
Sahakyan visitou a aldeia de Vank (região de Martakert), em 2011, para participar de uma cerimônia de inauguração de um novo edifício de um hospital local construído com a assistência financeira do filantropo Levon Hayrapetyan.
Seu nome é às vezes transcrito como Bako Sahakian ou Saakian.